# Чжао Даюй
Чжао Даюй (яп. 趙達裕, 17 січня 1961, Гуанчжоу — 18 березня 2015, Гуанчжоу) — китайський футболіст, що грав на позиції нападника зокрема за національну збірну Китаю. По завершенні ігрової кар'єри — футбольний тренер, що також мав японське громадянство.

## Клубна кар'єра
У дорослому футболі дебютував 1978 року виступами за команду «Гуанчжоу Баюн», в якій провів вісім сезонів.
Завершував ігрову кар'єру в японській команді «Міцубісі Хеві Індустріс», за яку виступав протягом 1987—1988 років.

## Виступи за збірну
1982 року дебютував в офіційних матчах у складі національної збірної Китаю.
У складі збірної був учасником кубка Азії з футболу 1984 року у Сингапурі, де разом з командою здобув «срібло».
Загалом протягом кар'єри у національній команді, яка тривала 5 років, провів у її формі 29 матчів, забивши 19 голів.

## Кар'єра тренера
Завершивши ігрову кар'єру 1988 року, залишився у структурі «Міцубісі Хеві Індустріс», де очолив молодіжну команду. Працював у клубі, який згодом змінив назву на «Урава Ред Даймондс», до 1998 року.
Останнім місцем тренерської роботи був клуб «Гуанчжоу Евергранд», головним тренером команди якого Чжао Даюй був протягом 1999 року.
Помер 18 березня 2015 року на 55-му році життя у місті Гуанчжоу.

## Титули і досягнення
- Срібний призер Кубка Азії: 1984